# پل جزیره وستهام
پل جزیره وستهام (انگلیسی: Westham Island Bridge) یک پل خرپایی تا حدی تک خطی و عرشه چوبی است که در لادنر، بریتیش کلمبیا واقع شده‌است. این پل از روی گذرگاه کانو در مصب رودخانه فریزر می‌گذرد و لادنر را به جزیره وستهام متصل می‌کند.